# Drifter (Segel)
Der Drifter (auch Drifter-Genua oder Flyer) ist ein spezielles Segel für ein Segelboot.
Der Drifter ist ein großes Vorsegel, das bei Leichtwind – auf Am-Wind-Kursen bis höchstens 2 Windstärken, auf Raumschot-Kursen bis höchstens 4–5 Windstärken – verwendet wird. Der Arbeitsbereich (Bereich, in dem das Segel sinnvoll verwendet wird) liegt in einem Kursbereich von Am-Wind-Kursen bis zu Halbwind-Kursen, höchstens Raumschot-Kursen. Er wird wie der Gennaker oder das Code Zero fliegend gefahren, das heißt, das Vorliek ist nur an zwei Stellen – am Segelkopf und am Segelhals – angeschlagen (befestigt). Das Segel wird in aller Regel mit einer Rollanlage gesetzt und geborgen, ist also relativ einfach zu bedienen. Verglichen mit dem Code Zero hat es eine deutlich kleinere Segelfläche und ein hohles (konkaves) Achterliek.
Als Material für den Drifter wird leichtes Tuch (beispielsweise aus Nylon) verwendet.